# Serie A
Serie A (oficiálně známá jako Serie A Enilive) je nejvyšší italská fotbalová soutěž. Hlavním sponzorem soutěže je společnost Enilive. Založena byla v roce 1929 a plynule navázala na předchozí italské celonárodní soutěže (hrané od roku 1898), jejichž vítězové mohou počítat tituly z nich získané. V Serii A hraje 20 týmů, 3 nejhorší sestupují do Serie B a nejlepší tým získá italský titul, takzvané Scudetto. Nejvíce ligových titulů má Juventus, který jich má na kontě 36 (mimo odebrané z let 2005 a 2006).
Soutěž je tvořena celkem 20 týmy, z nichž první dva týmy postupují přímo do Ligy mistrů UEFA. Třetí tým pak postupuje do 4. předkola (play-off) této soutěže. Čtvrtý a pátý tým postupují do 4. předkola respektive 3. předkola Evropské ligy UEFA. Další místo ve 4. předkole Evropské lize zaujímá vítěz Coppa Italia, to může v případě kvalifikace finalistů do pohárů jiným způsobem připadnout šestému týmu v lize. V případě, že vítěz Coppy Italia se kvalifikuje do pohárů jiným způsobem, do Evropské ligy jde finalista. Ten se zařadí do 3. předkola a pátý tým v lize ho nahradí v předkole čtvrtém. Tři nejhorší týmy soutěže sestupují do Serie B, druhé nejvyšší soutěže. Vítěz soutěže má také právo startovat v italském superpoháru zvaném Supercoppa italiana, kde ho vyzve vítěz Coppa Italia.
V ročníku 2011/12 se rozhodlo o držiteli titulu tak, že poprvé od korupční aféry v roce 2006 a návratu ze Serie B se stal mistrem Juventus FC, který si tak oficiálně připsal již 28. vítězství v soutěži. V sezoně 2012/13 titul obhájil. Vicemistrem se stal SSC Neapol. Dominance Juventusu pokračovala i v sezoně 2013/14, kdy získal již třetí titul v řadě a celkově třicátý.

## Historie

### Počátky fotbalu v Itálii

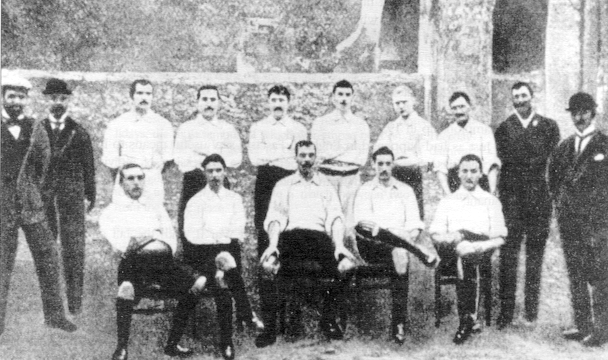
Zakladatelé nejstaršího italského klubu, hrajícího primárně fotbal - Genoa CFC v roce 1893.

Podobně jako do dalších zemí jižní Evropy (např. Turecko, Španělsko), přinesli fotbal i do Itálie přistěhovalci z Velké Británie. Prvním oficiálně založeným sportovním klubem, hrajícím zčásti fotbal, byl v roce 1893 janovský klub Genoa CFC. A podobně jako jinde, byla i zde expanze tohoto sportu velmi rychlá. V roce 1897 vznikla soutěž pořádaná přistěhovalci a v roce 1898 byla založena Italská fotbalová federace (FIGC). Jako sídlo si vybrala Turín a jejími členy se staly 4 severoitalské kluby — Genoa CFC, FBC Torinese, Internazionale Torino a Reale Società Ginnastica Torino. A tyto čtyři týmy se staly účastníky prvního oficiálního Italského fotbalové mistrovství v roce 1898, jehož vítězem a zároveň držitelem prvního oficiálního titulu pro mistra Itálie se stal Genoa CFC.
V následujících dvou ročnících (1899, 1900) se přidaly i další celky jako UC Sampdoria, AC Milán nebo Juventus FC. Genoa CFC dokázal vyhrát šest ze sedmi úvodních ročníků soutěže a jeho nadvládu dokázal narušit jen AC Milán (1901) a ukončit ji musel až Juventus FC (1905). V roce 1905 se také Italská fotbalová federace (FIGC) stala právoplatným členem FIFA.
Po neplánované pauze zapříčiněné I. světovou válkou obliba fotbalu v této zemi ještě vzrostla. Následkem bylo částečné oddělení soutěže pod CCI, čili svaz sdružující menší kluby. V sezoně 1921/22 tak máme dvě rovnocenné soutěže, které vyhráli FC Pro Vercelli 1892 (FIGC) a Novese (CCI). Následující sezonu byl tento exces ukončen a svazy i jejich soutěže sloučeny pod FIGC. V sezoně 1923/24 získal svůj 9. titul Genoa CFC a stanovil rekord platný až do roku 1958. V ročníku 1926/27 došlo k několika vážným sportovním přestupkům týmu Torino FC, zejména pak v zápase s Juventus FC, ze kterého se v roce 1906 odštěpil. Jako trest mu byl odebrán jeho první titul a místo italského mistra zůstalo poprvé neobsazeno.
Fotbalová éra před založením Serie A je specifická dominancí dvou klubů, které dohromady získali 16 titulů — Genoa CFC a FC Pro Vercelli 1892. Nikdo jiný nezískal více než 3 mistrovské tituly. Oba tyto týmy však titul v Serii A (1929 - dodnes) doposud nezískali.

### Založení Serie A (1929 - 1943)
V létě roku 1929 se činovníci FIGC rozhodli, že skoncují s nejasnou strukturou fotbalových soutěží na území Itálie a sjednotí ho na klasický ligový formát. Ze dvou skupin soutěže Divisione Nazionale 1928-1929 postoupilo 18 nejlepších (z každé 9) týmů do nově vzniklé Serie A. Bylo rozhodnuto, že soutěž zůstane nadále otevřená a dva nejhorší týmy z ročníku sestoupí do Serie B a naopak. Nově vzniklý formát nejvíce ze všeho vyhovoval týmům ze severní části Itálie, zejména pak ze sousedících provincií Piemont a Lombardie. Čtyři nejslavnější kluby, které tyto provincie reprezentují (Juventus FC, Torino FC, AC Milán a FC Internazionale Milano), dohromady získali 56 titulů během prvních 70 ročníků Serie A a drží zde naprostou dominanci.
Juventus FC se jako první mohl pyšnit vítězstvím v 5 ročnících v řadě (Quinquennio d'oro), což bylo krátce po založení Serie A mezi lety 1931-1935. Během meziválečného období změnil klub FC Internazionale Milano název na Associazione Sportiva Ambrosiana (sloučením s Unione Sportiva Milanese). Pod tímto názvem získal 3 mistrovské tituly, které mu po rozdělení a opětovnému přejmenování v roce 1946 zůstaly zachovány. Během tohoto období měli také kluby ze severozápadu silnou konkurenci v týmu Bologna FC 1909, který získal 4× titul a dvakrát triumfoval ve slavném Mitropa Cupu (Středoevropském poháru).

### Druhá polovina 20. století a úspěchy v evropských pohárech (1946 - 2000)

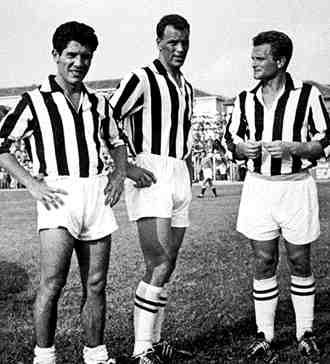
Sívori, Charles, Boniperti - hráči, kteří v klubu Juventus FC vyhrávali italskou ligu

Po skončení II. světové války tentokrát nastává dynastie druhého z turínských klubů - Torino FC, který ovládl první čtyři poválečné ročníky. Na konci jeho éry opět stál největší rival Juventus FC, který se pozvolna blížil na čelo tabulky v počtu mistrovských titulů. Jeho chvíle nastala v roce 1952, kdy vyrovnal tým Genoa CFC a v sezoně 1957/58 se ziskem jubilejního 10. titulu osamostatnil v čele. Stejně tak, jak prestižní je v Itálii nosit na dresu nášivku Scudetto (pro mistra soutěže), je prestižní právo našít si nad logo hvězdu (Stella) za 10 titulů. A právě Juventus FC byl prvním vyvoleným a především vhodným týmem v Evropě pro nápad politika Umberto Agnelli, jehož myšlenka ovládla mnoho zemí, jako Turecko, Německo a další.

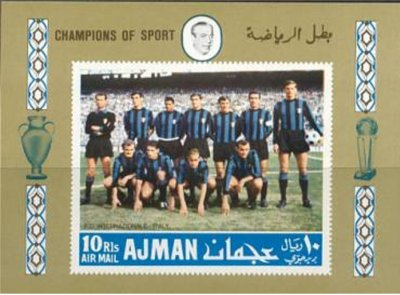
Poštovní známka věnovaná obhajobě vítězství FC Internazionale Milano v PMEZ a Interkontinentálním poháru.

Od roku 1955, kdy byly založeny evropské poháry, považujeme italské kluby jako jedny z nejlepších v Evropě. AC Milán zvítězil v sezoně 1962/63 v Poháru mistrů evropských zemí a dvěma triumfy ho následoval FC Internazionale Milano. V sezoně 1960/61 zase ovládlo AS Roma Veletržní pohár. Hned úvodní ročník Poháru vítězů pohárů ovládla ACF Fiorentina. Podobným stylem se pokračovalo celá 60. a 70. léta, kdy Italské kluby získali celkem 12 velkých mezinárodních trofejí, včetně Interkontinentálního poháru v podání FC Internazionale Milano (1964, 1965) a AC Milán (1969).
A právě v tomto období nastává v Serii A nejznatelnější odskok v dominanci velké trojky, čili FC Internazionale Milano a zejména pak AC Milán a Juventus FC. Tyto tři kluby jsou doposavad jediné, kterým se podařilo získat zlatou hvězdu za 10 mistrovských titulů. Po Juventusu se to podařilo nejprve, v roce 1966, týmu FC Internazionale Milano a v roce 1979 se přidal i AC Milán. Vzhledem k těmto faktům jsou 60. léta označována jako La Grande Inter, volně přeloženo nadvláda Interu v Itálii i v Evropě.
| Klub        | Stella | Dosažení         |
| ----------- | ------ | ---------------- |
| Juventus FC |        | 1958, 1982, 2014 |
| Inter Milán | ⭐️⭐️   | 1966, 2024       |
| AC Milán    |        | 1979             |

Ke konci 20. století se k životu probudil gigant jménem AC Milán. Počátek můžeme najít v roce 1986, kdy do povadlého AC přichází pozdější politická superstar Silvio Berlusconi, který jako prezident klubu získal obdiv i cenné trofeje. Během následujících sezon najdeme milánský klub pětkrát ve finále PMEZ a Ligy mistrů UEFA. Z toho hned 3× úspěšně. V domácí lize získává dalších 6 titulů a dostává se na kótu 16 vítězství. Zdatně mu konkuruje i Juventus FC, který byl prvním klubem, co zvítězil ve třech nejvýznamnějších evropských soutěžích (Pohár mistrů evropských zemí, Pohár UEFA, Pohár vítězů pohárů), čehož dosáhl v roce 1985 a je doposud jediným klubem, kterému se podařilo získat titul ve všech 6 mezinárodních soutěžích, jakých se může evropský klub účastnit (navíc Superpohár UEFA, Pohár Intertoto a Interkontinentální pohár). U dosažených úspěchů turínského klubu musíme zmínit i zisk druhé zlaté hvězdy Stella za zisk 20. mistrovského titulu, z roku 1982. Neopomenutelná je i naprostá dominance italských klubů ve druhé nejvýznamnější soutěži UEFA - Poháru UEFA. V období mezi lety 1989—1999 zaznamená Itálie neuvěřitelných 14 finálových účastí svých mužstev, z toho hned 8 vítězných. Nic podobného v dějinách mezinárodního fotbalu nenajdeme.

### Nejnovější historie poznamenaná korupční aférou (2000 - dodnes)

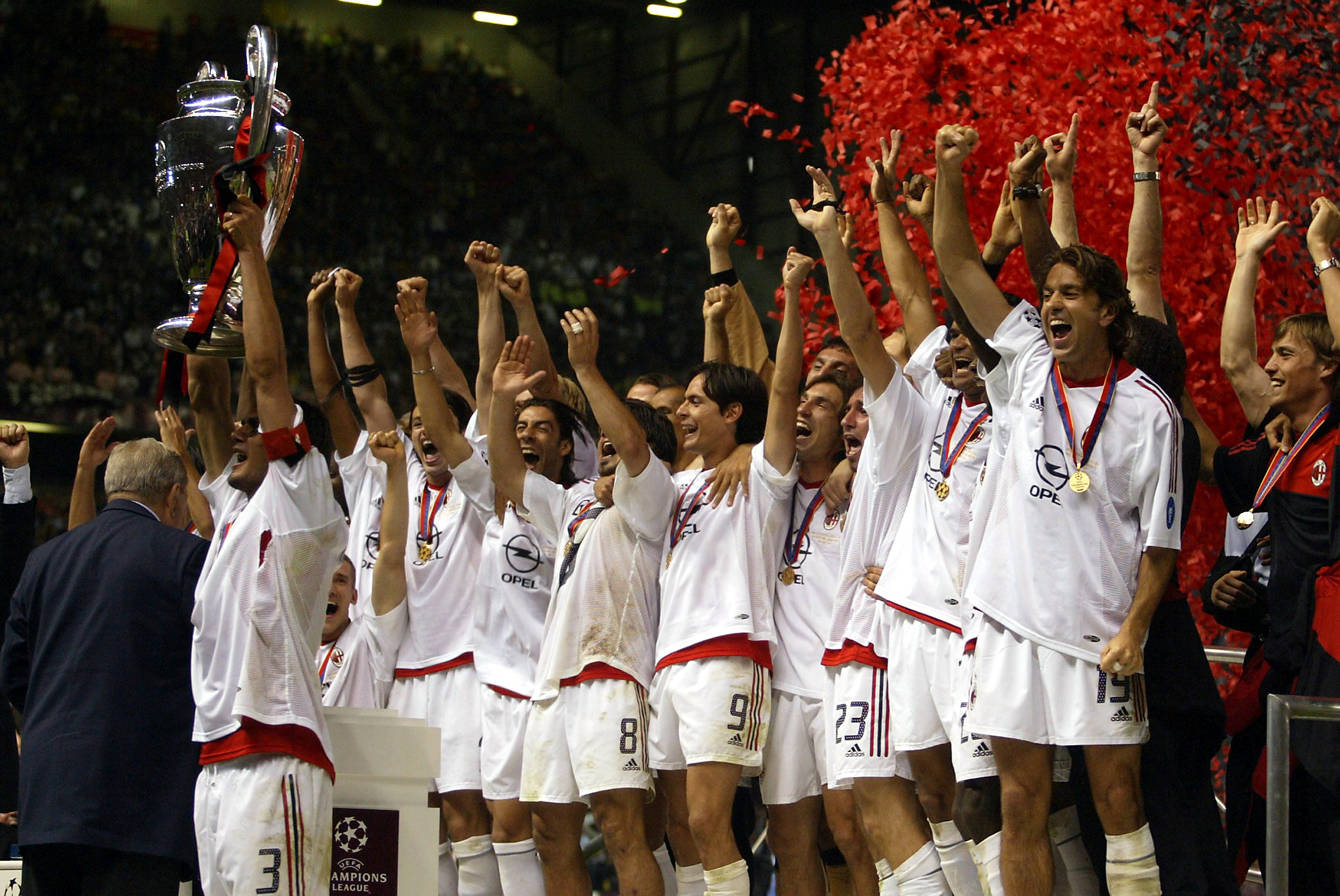
AC Milán při oslavách vítězství ve finále Ligy mistrů 2002/03, kde porazil Juventus FC

Do nového tisíciletí vstupovala Serie se známkou jedné z nejlepších evropských soutěží, což vždy dokazovalo i postavení na žebříčku UEFA. V roce 2000 vydala FIFA žebříček nejlepších klubů 20. století a Itálie měla zástupce na sedmém (Juventus FC), děleném devátém (AC Milán) i děleném dvanáctém (FC Internazionale Milano) místě. Žebříček fotbalových historiků IFFHS posuzoval kontinenty zvlášť a možná proto se italské kluby umístily ještě výše. V hodnocení evropských klubů za 20. století se Juventus umístil na 2. místě, AC Milán na 4. místě a Internazionale na 6. místě, což dělá z italských klubů ty nejúspěšnější.
V Serii A se zatím dočasně usadili na trůnu římské kluby SS Lazio (2000) a AS Roma (2001), ale od sezony 2001/02 panuje nepřetržitě velká trojka. V Lize mistrů pošesté vítězí AC Milán, který ve finále ročníku 2002/03 poráží Juventus FC, s Pavlem Nedvědem v sestavě (pro trest však nemohl nastoupit), po penaltovém rozstřelu. Poprvé v historii soutěže se ve finále utkaly dva italské kluby a toto setkání znamenalo pro Juve již pátou finálovou porážku. Juventus FC Si spravil chuť v domácí lize, kde vítězí dvakrát za sebou (2002, 2003).

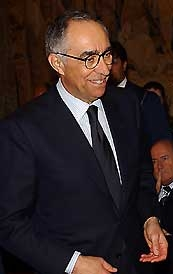
Franco Carraro, pro korupční skandál odstoupivší předseda svazu

#### Korupční aféra 2006
Rozvíjející se hegemonii Juventusu ještě jednou narušil AC Milán, který zvítězil v sezoně 2003/04. Poté pro následující dva ročníky znovu převzal mistrovskou "taktovku" Juventus. Jenže se nemohl radovat dlouho. V květnu roku 2006 začala italská Policie, na základě telefonních odposlechů, rozplétat jeden z největších fotbalových korupčních skandálů v historii. Vážně bylo zapleteno celkem šest klubů ze Serie A i Serie B. Obviněni byli Juventus FC, AC Milán, ACF Fiorentina, SS Lazio, Reggina Calcio a Atletico Arezzo (Serie B). První obětí byl předseda svazu FIGC Franco Carraro, který odstoupil z funkce. Krátce poté byly vyneseny tresty.

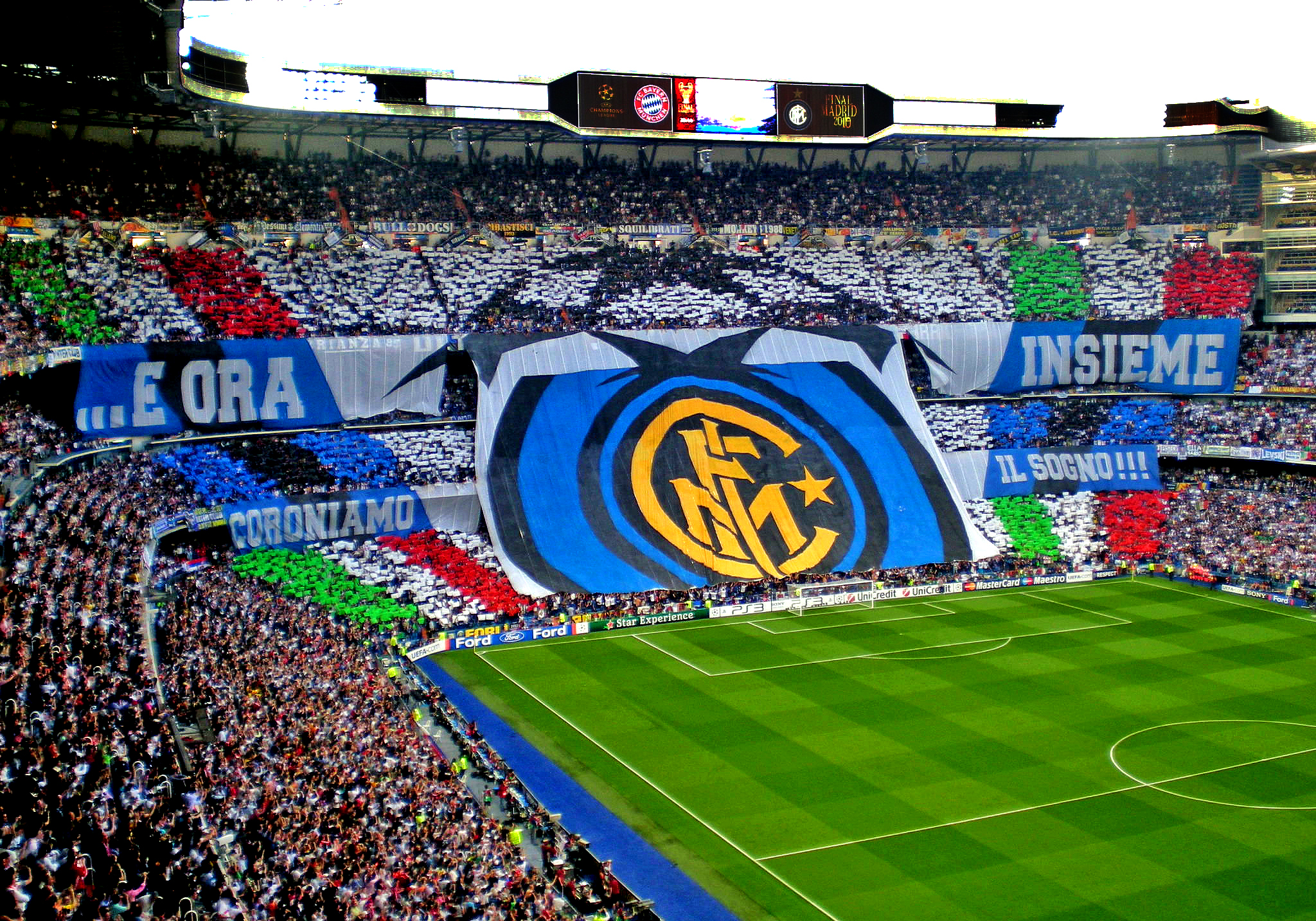
Fanoušci Interu při vítězném finále Ligy mistrů na San Bernabéu.

Největší trest dostal Juventus FC. Mistru Serie A ze sezon 2004/05 a 2005/06 byl odebrán prvně zmíněný titul a z druhé sezony odečteno všech 91 získaných bodů. Tím pádem klesl na poslední místo soutěže a poprvé ve své historii sestoupil do Serie B. Navíc mu bylo znemožněno startovat v Lize mistrů 2006/07 a odečteno 30 bodů pro ročník 2006/07, kdy startoval v Serii B. AC Milán přišel o 44 bodů a klesl na pozici mimo účast v Lize mistrů 2006/07 a pro ročník 2006/07 přišel o 15 bodů. Ostatním týmům byly odečteny body v nadcházející sezoně a znemožněn start v evropských pohárech.
Ze vzniklé situace vytěžil nejvíce jediný nezapletený z velké trojky - FC Internazionale Milano. Na úvod mu připadl titul ze sezony 2005/06, kdy původně skončil na 2. místě. Ale hlavně přišel o největší soupeře pro následující roky. A naskytnutou možnost využil znamenitě. Jako třetí klub v historii dokázal 5× v řadě zvítězit v Serii A a postupně převzal i pozici nejsilnějšího italského klubu v evropských pohárech. Juventus se sice vrátil hned po první sezoně v Serii B, kterou vyhrál se ziskem 94 bodů (oficiálně 85 bodů, protože se mu u odvolací komise podařilo snížit trest ze 30 na pouhých 9 bodů), ale ne v takové síle, v jaké Serii A opouštěl. Síla Interu gradovala v sezoně 2009/10, kdy pod vedením José Mourinha popáté v řadě získal mistrovský titul (s počtem 18 se posunul před AC Milán) a potřetí v historii triumfoval v Lize mistrů UEFA. V prosinci ještě získal trofej pro Mistra světa klubů 2010.
V sezoně 2010/11 zvítězil AC Milán a dotáhl se na dělené druhé místo s FC Internazionale Milano. A poprvé od návratu ze Serie B se mohl radovat i Juventus FC, který v sezoně 2011/12 získal oficiální 28. titul. Téměř neohrožená dominance Juventusu trvá i díky krizi obou milánských klubů dodnes, protože dokázal obhájit titul i v sezónách 2012/13, 2013/14 a 2014/15, takže nyní má již 31 titulů Serie A 2014/15. V roce 2015 navíc dokázal Juventus postoupit až do finále Ligy mistrů UEFA, kde nakonec podlehl týmu FC Barcelona.

## Vývoj podle počtu účastníků
- 1929/30 – 1933/34: 18 týmů
- 1934/35 – 1942/43: 16 týmů
- 1946/47: 20 týmů
- 1947/48: 21 týmů
- 1948/49 – 1951/52: 20 týmů
- 1952/53 – 1966/67: 18 týmů
- 1967/68 – 1987/88: 16 týmů
- 1988/89 – 2003/04: 18 týmů
- 2004/05: 20 týmů

## Mistři
- 1898:  Genoa (1. titul)
- 1899:  Genoa (2.)
- 1900:  Genoa (3.)
- 1901:  Milán (1.)
- 1902:  Genoa (4.)
- 1903:  Genoa (5.)
- 1904:  Genoa (6.)
- 1905:  Juventus (1.)
- 1906:  Milán (2.)
- 1907:  Milán (3.)
- 1908:  Pro Vercelli (1.)
- 1909:  Pro Vercelli (2.)
- 1909/10:  Inter (1.)
- 1910/11:  Pro Vercelli (3.)
- 1911/12:  Pro Vercelli (4.)
- 1912/13:  Pro Vercelli (5.)
- 1913/14:  Casale (1.)
- 1914/15:  Genoa (7.)
- 1915–1919: Kvůli válce se soutěž nehrála.
- 1919/20:  Inter (2.)
- 1920/21:  Pro Vercelli (6.)
- 1921/22 FIGC:  Novese (1.)
- 1921/22 CCI:  Pro Vercelli (7.)
- 1922/23:  Genoa (8.)
- 1923/24:  Genoa (9.)
- 1924/25:  Boloňa (1.)
- 1925/26:  Juventus (2.)
- 1926/27: Titul neudělen (Turín)
- 1927/28:  Turín (1.)
- 1928/29:  Boloňa (2.)
- 1929/30:  Ambrosiana (3.)
- 1930/31:  Juventus (3.)
- 1931/32:  Juventus (4.)
- 1932/33:  Juventus (5.)
- 1933/34:  Juventus (6.)
- 1934/35:  Juventus (7.)
- 1935/36:  Boloňa (3.)
- 1936/37:  Boloňa (4.)
- 1937/38:  Ambrosiana-Inter (4.)
- 1938/39:  Boloňa (5.)
- 1939/40:  Ambrosiana-Inter (5.)
- 1940/41:  Boloňa (6.)
- 1941/42:  Řím (1.)
- 1942/43:  Turín (2.)
- 1943–1945: Kvůli válce se soutěž nehrála.
- 1945/46:  Turín (3.)
- 1946/47:  Turín (4.)
- 1947/48:  Turín (5.)
- 1948/49:  Turín (6.)
- 1949/50:  Juventus (8.)
- 1950/51:  Milán (4.)
- 1951/52:  Juventus (9.)
- 1952/53:  Inter (6.)
- 1953/54:  Inter (7.)
- 1954/55:  Milán (5.)
- 1955/56:  Fiorentina (1.)
- 1956/57:  Milán (6.)
- 1957/58:  Juventus (10.)
- 1958/59:  Milán (7.)
- 1959/60:  Juventus (11.)
- 1960/61:  Juventus (12.)
- 1961/62:  Milán (8.)
- 1962/63:  Inter (8.)
- 1963/64:  Boloňa (7.)
- 1964/65:  Inter (9.)
- 1965/66:  Inter (10.)
- 1966/67:  Juventus (13.)
- 1967/68:  Milán (9.)
- 1968/69:  Fiorentina (1.)
- 1969/70:  Cagliari (1.)
- 1970/71:  Inter (11.)
- 1971/72:  Juventus (14.)
- 1972/73:  Juventus (15.)
- 1973/74:  Lazio (1.)
- 1974/75:  Juventus (16.)
- 1975/76:  Turín (7.)
- 1976/77:  Juventus (17.)
- 1977/78:  Juventus (18.)
- 1978/79:  Milán (10.)
- 1979/80:  Inter (12.)
- 1980/81:  Juventus (19.)
- 1981/82:  Juventus (20.)
- 1982/83:  Řím (2.)
- 1983/84:  Juventus (21.)
- 1984/85:  Verona (1.)
- 1985/86:  Juventus (22.)
- 1986/87:  Neapol (1.)
- 1987/88:  Milán (11.)
- 1988/89:  Inter (13.)
- 1989/90:  Neapol (2.)
- 1990/91:  Sampdoria (1.)
- 1991/92:  Milán (12.)
- 1992/93:  Milán (13.)
- 1993/94:  Milán (14.)
- 1994/95:  Juventus (23.)
- 1995/96:  Milán (15.)
- 1996/97:  Juventus (24.)
- 1997/98:  Juventus (25.)
- 1998/99:  Milán (16.)
- 1999/00:  Lazio (2.)
- 2000/01:  Řím (3.)
- 2001/02:  Juventus (26.)
- 2002/03:  Juventus (27.)
- 2003/04:  Milán (17.)
- 2004/05: Titul odebrán (Juventus)
- 2005/06:  Inter (14.)
- 2006/07:  Inter (15.)
- 2007/08:  Inter (16.)
- 2008/09:  Inter (17.)
- 2009/10:  Inter (18.)
- 2010/11:  Milán (18.)
- 2011/12:  Juventus (28.)
- 2012/13:  Juventus (29.)
- 2013/14:  Juventus (30.)
- 2014/15:  Juventus (31.)
- 2015/16:  Juventus (32.)
- 2016/17:  Juventus (33.)
- 2017/18:  Juventus (34.)
- 2018/19:  Juventus (35.)
- 2019/20:  Juventus (36.)
- 2020/21:  Inter (19.)
- 2021/22:  Milán (19.)
- 2022/23:  Neapol (3.)
- 2023/24:  Inter (20.)
- 2024/25:  Neapol (4.)

## Celková statistika
- Juventus FC 2005 - titul odebrán (korupční aféra 2006), 2006 - titul odebrán (korupční aféra v 2006)
- Torino FC 1927 - titul odebrán z důvodu sportovních přestupků

| Klub         | Tituly | Vítězné ročníky |
| Juventus     | 36     | 1905, 1926, 1931, 1932, 1933, 1934, 1935, 1950, 1952, 1958, 1960, 1961, 1967, 1972, 1973, 1975, 1977, 1978, 1981, 1982, 1984, 1986, 1995, 1997, 1998, 2002, 2003, 2005, 2006, 2012, 2013, 2014, 2015, 2016, 2017, 2018, 2019, 2020 |
| Inter        | 20     | 1910, 1920, 1930, 1938, 1940, 1953, 1954, 1963, 1965, 1966, 1971, 1980, 1989, 2006, 2007, 2008, 2009, 2010, 2021, 2024 |
| Milán        | 19     | 1901, 1906, 1907, 1951, 1955, 1957, 1959, 1962, 1968, 1979, 1988, 1992, 1993, 1994, 1996, 1999, 2004, 2011, 2022 |
| Janov        | 9      | 1898, 1899, 1900, 1902, 1903, 1904, 1915, 1923, 1924 |
| Turín        | 7      | 1927, 1928, 1943, 1946, 1947, 1948, 1949, 1976 |
| Boloňa       | 7      | 1925, 1929, 1936, 1937, 1939, 1941, 1964 |
| Pro Vercelli | 7      | 1908, 1909, 1911, 1912, 1913, 1921, 1922 |
| Neapol       | 4      | 1987, 1990, 2023, 2025 |
| Řím          | 3      | 1942, 1983, 2001 |
| Lazio        | 2      | 1974, 2000 |
| Fiorentina   | 2      | 1956, 1969 |
| Cagliari     | 1      | 1970 |
| Casale       | 1      | 1914 |
| Novese       | 1      | 1922 |
| Sampdoria    | 1      | 1991 |
| Verona       | 1      | 1985 |

## Nejvíce sezon v lize
Jedná se o kompletní seznam klubů, které se zúčastnily 93 sezon 1. italské fotbalové ligy od sezóny 1929/30 až do sezóny 2024/25 (tučně označené).
- 93 sezon:  Inter
- 92 sezon:  Juventus,  Řím
- 91 sezon:  Milán
- 87 sezon:  Fiorentina
- 82 sezon:  Lazio
- 81 sezon:  Turín
- 79 sezon:  Neapol
- 78 sezon:  Boloňa
- 66 sezon:  Sampdoria
- 64 sezon:  Atalanta
- 57 sezon:  Janov
- 52 sezon:  Udinese
- 44 sezon:  Cagliari
- 34 sezon:  Verona
- 30 sezon:  Bari,  Vicenza
- 29 sezon:  Palermo
- 28 sezon:  Parma
- 26 sezon:  Triestina
- 23 sezon:  Brescia
- 19 sezon:  Lecce,  SPAL
- 18 sezon:  Livorno
- 17 sezon:  Catania,  Chievo,  Empoli
- 16 sezon:  Ascoli,  Padova
- 14 sezon:  Benátky,  Como
- 13 sezon:  Alessandria,  Cesena,  Modena,  Novara,  Perugia
- 12 sezon:  Pro Patria
- 11 sezon:  Foggia,  Sassuolo
- 10 sezon:  Avellino
- 9 sezon:  Reggina,  Siena
- 8 sezon:  Cremonese,  Lucchese,  Piacenza,  Sampierdarenese
- 7 sezon:  Catanzaro,  Mantova,  Pescara,  Pisa,  Varese
- 6 sezon:  Pro Vercelli
- 5 sezon:  Messina,  Salernitana
- 4 sezony:  Casale
- 3 sezony:  Crotone,  Frosinone,  Lecco,  Legnano,  Monza,  Reggiana,  Spezia
- 2 sezony:  Ancona,  Benevento,  Ternana
- 1 sezona:  Carpi,  Pistoiese,  Treviso

## Statistiky fotbalistů v Serii A

### Nejvíce utkání
| Pozice | Země      | Hráč               | Období               | Kluby                                                                                           | Utkání |
| ------ | --------- | ------------------ | -------------------- | ----------------------------------------------------------------------------------------------- | ------ |
| 1.     | Itálie    | Gianluigi Buffon   | 1995-2021            | (168) Parma, (489) Juventus                                                                     | 657    |
| 2.     | Itálie    | Paolo Maldini      | 1984-2009            | (647) Milán                                                                                     | 647    |
| 3.     | Itálie    | Francesco Totti    | 1992-2017            | (619) Řím                                                                                       | 619    |
| 4.     | Argentina | Javier Zanetti     | 1995-2014            | (615) Inter                                                                                     | 615    |
| 5.     | Itálie    | Gianluca Pagliuca  | 1987-2007            | (198) Sampdoria, (165) Inter, (206) Bologna, (23) Ascoli                                        | 592    |
| 6.     | Itálie    | Dino Zoff          | 1961-1983            | (4) Udinese, (93) Mantova, (143) Neapol, (330) Juventus                                         | 570    |
| 7.     | Slovinsko | Samir Handanovič   | 2004-2006, 2007–2023 | (182) Udinese, (3) Treviso, (1) Lazio, (380) Inter                                              | 565    |
| 8.     | Itálie    | Pietro Vierchowod  | 1980-2000            | (30) Como, (28) Fiorentina, (30) Řím, (358) Sampdoria, (21) Juventus, (16) Milán, (79) Piacenza | 562    |
| 9.     | Itálie    | Fabio Quagliarella | 1999-2023            | (55) Turín, (33) Ascoli, (277) Sampdoria, (73) Udinese, (34) Neapol, (84) Juventus              | 556    |
| 10.    | Itálie    | Roberto Mancini    | 1981-2000            | (30) Bologna, (424) Sampdoria, (87) Lazio                                                       | 541    |

### Nejvíce branek
| Pozice | Země              | Hráč                 | Období    | Kluby | Zápasy | Branky |
| ------ | ----------------- | -------------------- | --------- | --- | ------ | ------ |
| 1.     | Itálie            | Silvio Piola         | 1929-1954 | (51) Pro Vercelli, (143) Lazio, (10) Juventus, (70) Novara                                                | 537    | 274    |
| 2.     | Itálie            | Francesco Totti      | 1992-2017 | (250) Řím                                                                                                 | 619    | 250    |
| 3.     | Švédsko           | Gunnar Nordahl       | 1948-1958 | (210) Milán, (15) Řím                                                                                     | 291    | 225    |
| 4.     | Itálie            | Giuseppe Meazza      | 1929-1947 | (197) Inter, (9) Milán, (10) Juventus                                                                     | 367    | 216    |
| 4.     | Brazílie · Itálie | José Altafini        | 1958-1976 | (120) Milán, (71) Neapol, (25) Juventus                                                                   | 459    | 216    |
| 6.     | Itálie            | Antonio Di Natale    | 2002-2016 | (18) Empoli, (191) Udinese                                                                                | 445    | 209    |
| 7.     | Itálie            | Roberto Baggio       | 1985-2004 | (39) Fiorentina, (78) Juventus, (12) Milán, (22) Bologna, (9) Inter, (45) Brescia                         | 452    | 205    |
| 8.     | Itálie            | Ciro Immobile        | 2008-     | (5) Janov, (27) Turín, (169) Lazio                                                                        | 356    | 201    |
| 9.     | Švédsko           | Kurt Hamrin          | 1956-1971 | (8) Juventus, (20) Padova, (150) Fiorentina, (9) Milán, (3) Neapol                                        | 400    | 190    |
| 10.    | Itálie            | Giuseppe Signori     | 1991-2004 | (11) Foggia, (107) Lazio, (3) Sampdoria, (67) Bologna                                                     | 344    | 188    |
| 10.    | Itálie            | Alessandro Del Piero | 1993-2012 | (188) Juventus                                                                                            | 478    | 188    |
| 10.    | Itálie            | Alberto Gilardino    | 1999-2017 | (3) Piacenza, (5) Verona, (50) Parma, (36) Milán, (52) Fiorentina, (19) Janov, (13) Bologna, (10) Palermo | 514    | 188    |

Nejvíce branek vstřelil v sezoně 2007 - 2008 Alessandro Del Piero, když si připsal 21 branek. V sezoně 2008 - 2009 vstřelil nejvíce branek Zlatan Ibrahimovič, když se trefil 25 krát. Antonio Di Natale se mohl pyšnit titulem nejlepší střelec Serie A v sezoně 2009-2010 s 28 brankami. V ročníku 2011 - 2012 se stal nejlepším střelcem ligy s 28 góly Zlatan Ibrahimović. V sezóně 2012 - 2013 se stal nejlepším střelcem Edinson Cavani z Neapole, který vstřelil 29 branek.

Od sezony 2015 - 2016 drží rekord v počtě gólů v jedné sezoně Gonzalo Higuaín s 36 góly. Stejný počet gólů zaznamenal v sezoně 2019 - 2020 Ciro Immobile.

### Nejvíce získaných titulů
| Pozice | Země      | Hráč                  | Kluby                                                                                               | Počet titulů |
| ------ | --------- | --------------------- | --------------------------------------------------------------------------------------------------- | ------------ |
| 1.     | Itálie    | Gianluigi Buffon      | Juventus (2001/02, 2002/03, 2011/12, 2012/13, 2013/14, 2015/15, 2015/16, 2016/17, 2017/18, 2019/20) | 10           |
| 2.     | Itálie    | Leonardo Bonucci      | Inter (2005/06), Juventus (2011/12, 2012/13, 2013/14, 2015/15, 2015/16, 2016/17, 2018/19, 2019/20)  | 9            |
| 2.     | Itálie    | Giorgio Chiellini     | Juventus (2011/12, 2012/13, 2013/14, 2015/15, 2015/16, 2016/17, 2017/18, 2018/19, 2019/20)          | 9            |
| 4.     | Itálie    | Andrea Barzagli       | Juventus (2011/12, 2012/13, 2013/14, 2015/15, 2015/16, 2016/17, 2017/18, 2018/19)                   | 8            |
| 4.     | Itálie    | Giovanni Ferrari      | Juventus (1930/31, 1931/32, 1932/33, 1933/34, 1934/35), Inter (1937/38, 1939/40), Bologna (1940/41) | 8            |
| 4.     | Itálie    | Giuseppe Furino       | Juventus (1971/72, 1972/73, 1974/75, 1976/77, 1977/78, 1980/81, 1981/82, 1983/84)                   | 8            |
| 4.     | Itálie    | Virginio Rosetta      | Pro Vercelli (1920/21), Juventus (1925/26, 1930/31, 1931/32, 1932/33, 1933/34, 1934/35)             | 8            |
| 8.     | Itálie    | Roberto Bettega       | Juventus (1971/72, 1972/73, 1974/75, 1976/77, 1977/78, 1980/81, 1981/82)                            | 7            |
| 8.     | Itálie    | Alessandro Costacurta | Milán (1987/88, 1991/92, 1992/93, 1993/94, 1995/96, 1998/99, 2003/04)                               | 7            |
| 8.     | Itálie    | Ciro Ferrara          | Neapol (1986/87, 1989/90), Juventus (1994/95, 1996/97, 1997/98, 2001/02, 2002/03)                   | 7            |
| 8.     | Švýcarsko | Stephan Lichtsteiner  | Juventus (2011/12, 2012/13, 2013/14, 2015/15, 2015/16, 2016/17, 2017/18)                            | 7            |
| 8.     | Itálie    | Paolo Maldini         | Milán (1987/88, 1991/92, 1992/93, 1993/94, 1995/96, 1998/99, 2003/04)                               | 7            |
| 8.     | Itálie    | Claudio Marchisio     | Juventus (2011/12, 2012/13, 2013/14, 2015/15, 2015/16, 2016/17, 2017/18)                            | 7            |
| 8.     | Itálie    | Gaetano Scirea        | Juventus (1974/75, 1976/77, 1977/78, 1980/81, 1981/82, 1983/84, 1985/86)                            | 7            |

## Statistika trenérů v Serii A

### Nejvíce utkání
| Pozice | Země    | Trenér               | Období    | Kluby | Utkání |
| ------ | ------- | -------------------- | --------- | --- | ------ |
| 1.     | Itálie  | Carlo Mazzone        | 1974-2006 | (145) Ascoli, (71) Fiorentina, (55) Catanzaro, (68) Lecce, (90) Cagliari, (102) Řím, (4) Neapol, (106) Bologna, (34) Perugia, (102) Brescia, (15) Livorno | 792    |
| 2.     | Itálie  | Nereo Rocco          | 1947-1977 | (137) Triestina, (204) Padova, (280) Milán, (136) Turín, (30) Fiorentina                                                                                  | 787    |
| 3.     | Itálie  | Giovanni Trapattoni  | 1974-2000 | (36) Milán, (402) Juventus, (162) Inter, (21) Cagliari, (68) Fiorentina                                                                                   | 689    |
| 4.     | Švédsko | Nils Liedholm        | 1963-1997 | (213) Milán, (30) Varese, (60) Fiorentina, (332) Řím, (9) Verona                                                                                          | 644    |
| 5.     | Itálie  | Giuseppe Viani       | 1947-1968 | (40) Salernitana, (38) Lucchese, (76) Palermo, (179) Bologna, (306) Milán                                                                                 | 639    |
| 6.     | Itálie  | Fulvio Bernardini    | 1949-1971 | (35) Řím, (187) Fiorentina, (77) Lazio, (136) Bologna, (146) Sampdoria                                                                                    | 581    |
| 7.     | Itálie  | Gian Piero Gasperini | 2007-     | (232) Janov, (3) Inter, (22) Palermo, (307) Atalanta | 564    |
| 8.     | Itálie  | Luciano Spalletti    | 1997-2023 | (34) Empoli, (28) Sampdoria, (17) Benátky, (117) Udinese, (211) Řím, (76) Inter, (76) Neapol                                                              | 559    |
| 9.     | Itálie  | Francesco Guidolin   | 1993-2014 | (10) Atalanta, (102) Vicenza, (186) Udinese, (129) Bologna, (90) Palermo, (38) Parma                                                                      | 555    |
| 10.    | Itálie  | Walter Mazzarri      | 2004–2024 | (114) Reggina, (76) Sampdoria, (157) Neapol, (49) Inter, (79) Turín, (32) Cagliari                                                                        | 509    |

- Trenér tučně napsaný je stále aktivní.

### Nejvíce získaných titulů
| Pozice | Země   | Trenér               | Kluby                                                                             | Počet titulů |
| ------ | ------ | -------------------- | --------------------------------------------------------------------------------- | ------------ |
| 1.     | Itálie | Giovanni Trapattoni  | Juventus (1976/77, 1977/78, 1980/81, 1981/82, 1983/84, 1985/86), Inter (1988/89), | 7            |
| 2.     | Itálie | Massimiliano Allegri | Milán (2010/11), Juventus (2015/15, 2015/16, 2016/17, 2017/18, 2018/19)           | 6            |
| 3.     | Itálie | Fabio Capello        | Milán (1991/92, 1992/93, 1993/94, 1995/96), Řím (2000/01)                         | 5            |
| 3.     | Itálie | Marcello Lippi       | Juventus (1994/95, 1996/97, 1997/98, 2001/02, 2002/03)                            | 5            |
| 5.     | Itálie | Carlo Carcano        | Juventus (1930/31, 1931/32, 1932/33, 1933/34)                                     | 4            |
| 5.     | Itálie | Antonio Conte        | Juventus (2011/12, 2012/13, 2013/14), FC Inter Milán (2020/21)                    | 4            |